# 금동석장 머리장식
금동석장 머리장식(金銅錫杖頭)는 서울특별시 관악구 신림동 호림박물관에 있는, 고려시대에 만들어진 석장(錫杖：Khakkhara)의 머리부분이다. 2006년 5월 11일 서울특별시의 유형문화재 제209호 금동석장두로 지정되었다가, 이후 현재의 명칭으로 변경되었다.

## 개요
비구가 지니는 석장(錫杖：Khakkhara)의 머리부분으로,금동으로 되어 있으며 조성연대는 고려시대로 추정된다. 석장의 머리 부분은 여의두 모양의 커다란 고리 형태로 고리 안에는 마치 연꽃줄기에서 뻗어나오는 듯한 연화대좌 위에 삼존불상이 봉안되어 있으며,꼭대기에는 5층탑이 장식되어 있다. 삼존불상을 마치 거신광처럼 감싸는듯한 여의두 모양의 커다란 고리 안에는 3개의 작은 고리가 남아 있다. 큰 고리 안에 조각된 삼존상 중, 연꽃대좌에 앉은 불좌상은 두 어깨를 덮은 통견의를 걸쳤으며 외연부에 화염문이 새겨진 원형의 두광과 신광을 지니고 있다. 오른손은 촉지인, 왼손은 가슴 위로 들어 손바닥을 밖으로 향한 시무외인을 하고 있다.본존불 좌상의 좌우에는 커다란 연봉오리와 리본에 매달린 악기가 날아다니는 모습이 좌우 대칭으로 묘사되어 있다. 좌우 협시 보살입상 역시 외연부에 화염문이 나타난 보주형의 두광을 지니고 연화 대좌 위에 서있으며 합장한 자세로 보관을 쓰고 있으며, 뒷면에는 14개의 팔을 지닌 14비상 좌우에 신장상이 새겨져 있다.
이 금동석장두(金銅錫杖頭)는 비록 손잡이 부분은 결실되고 머리 부분만 남아 있지만 그 유례가 드문 것으로서 중요한 작품이다. 또, 내부에는 삼존불상을 비롯하여 다비상(多臂像)및 신장상(神將像)등이 조각되어 있는데, 전체적으로 소략해진 표현으로 볼 때 고려시대의 작품으로 추정된다. 특히 여의두(如意頭)모양의 큰 고리와 윗부분의 탑, 내부의 불상조각, 작은 고리[環] 등의 조형성이 뛰어난 작품으로서, 고려시대 석장을 대표할 만한 희귀한 예로서 서울시 유형문화재로 지정할만한 가치가 있다.

## 참고 자료
- 금동석장 머리장식 - 국가유산청 국가유산포털